# 194-та понтонно-мостова бригада (Україна)
194-та окрема понтонно-мостова бригада (194 опмб, в/ч ТО320) — формування Державної спеціальної служби транспорту. Місце дислокації — м. Самар Дніпропетровської області.

## Відомості
194-й понтонно-мостовий полк є правонаступником 27-го окремого мостового залізничного батальйону, який засновано 10 лютого 1942 року в с. Новоспаське Куйбишевської області.
У 1957 році 27-й реорганізовано в 113-й окремий мостовий залізничний батальйон. 7 жовтня 1991 року залізничні війська увійшли у склад Збройних Сил України та в 1992 році склав військову присягу на вірність українському народові. У 1999 році батальйон виконував миротворчу місію в Югославії під егідою ООН.
У 2001 році 113-й батальйон переформований у 194-й окремий понтонно-мостовий залізничний полк. 2003 року полк передано від Збройних Сил України до Міністерства транспорту та зв'язку України. У 2004 році полк реорганізовано в загін.
Від 2014 року особовий склад здійснює охорону та оборону стратегічних об'єктів транспортної системи держави в зоні АТО/ООС. 793 військовослужбовці частини (у тому числі демобілізованих) отримали статус учасника бойових дій.
У 2018 році у зв'язку з реорганізацією 194-й понтонно-мостовий загін у складі Державної спеціальної служби транспорту увійшов до складу Міністерства оборони України і перейменований у 194 понтонно-мостовий полк.
6 грудня 2021 року полку було вручено бойове знамено.

### Військовий оркестр

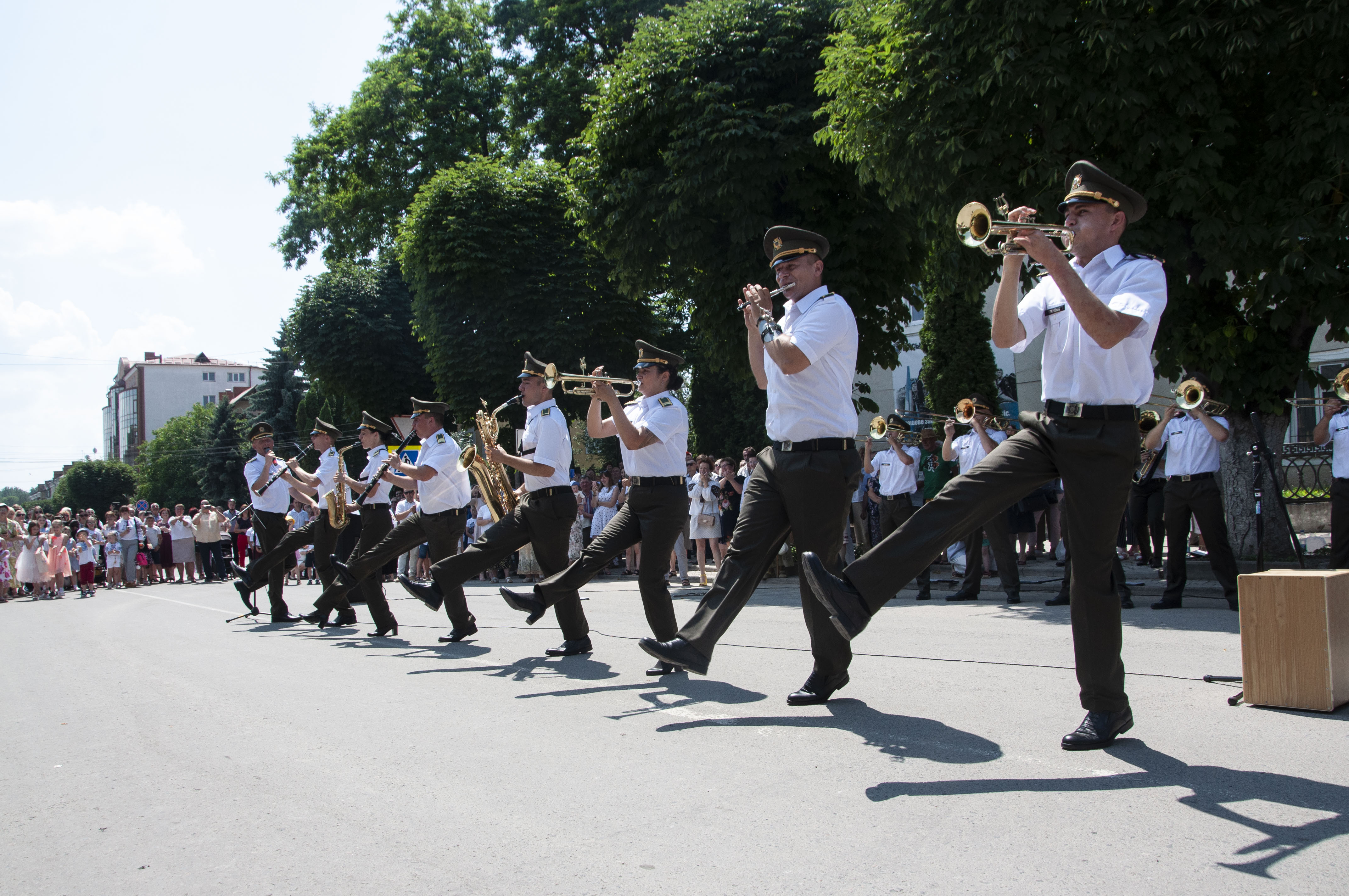
Виступ оркестру у місті Чорткові Тернопільської области, 12 липня 2021 р.

1 жовтня 2001 року на базі полку засновано військовий оркестр, який нині гастролює Україною та багатьма країнами світу.
Оркестр є унікальним в Україні тим, що виконує трюки і рухи під час виконання творів.
У січні 2022 року 20-річний Олександр Свіріденко спільно з колективом взяв участь в шоу «Голос країни-12». До нього повернулася Дорофеєва та Оля Полякова. Для подальших виступів Олександр обрав команду Дорофеєвої.
Начальник — полковник Богдан Задорожний, військовий диригент — майор Іван Шерстюк.

## Структура
- 762-й окремий батальйон охорони (2014)[1]

## Командування
- до 2017: Савчук Микола Тимофійович[6]
- з 2017: полковник Заремба Геннадій Валерійович[6][7]